# Tkalstvo
Tkalstvo je bilo poleg lončarstva najpomembnejša domača obrt in dejavnost v Sloveniji. Tehnika tkanja je univerzalna, razlikujejo se orodja in stroji, na katerih se dela. Osnovno orodje za tkanje so bile statve. Tkali so večinoma v zimskem času, kdor ni imel zemlje za preživljanje, tudi celo leto. V glavnem so tkale ženske, moški so jim pomagale pri napeljevanju niti na statve.
Posušen lan so ženske trle na trlicah, da so se vlakna ločila od stebla. V trlici so se stebla zlomila in odpadla, tericam pa so ostajala v roki samo vlakna za predivo. Sledilo je razčesavanje in čiščenje prediva na grebenih. S predenjem nastaja nit oziroma preja. Poleg kolovrata, so postavili prosto stoječo preslico, na katero so z vrvjo zavezali koudilo, nit je predica s slinjenjem ali močenjem prstov sukala na vreteno, povezano z velikim kolesom, ki ga je predica poganjala s stopalnikom na spodnjem delu kolovrata. Ko je bilo vreteno polno, ga je snela in nit navila na motovilo. Ker so bila predena naravne, sivkaste barve, so jih dali kuhat v lug, da so jih pobelili. Posušeno predeno, štreno so navili na krožni vitel. S krožnega vitla so s pomočjo pripomočka za navijanje klopk, navili v klopke. Klopke so bile pripravljene za tkalca.

## Predivo
Pozno jeseni so trli lan. Kjer je bil manjši pridelek, so kurili v krušni peči. Prosto stoječa peč, sušilnica za lan, imenovana »pejč« ali »bik« je bila različnih oblik. Najpomembnejše orodje terilj je bila trlica. Preden so začele treti s trlicami, so si ponekod z lesenim batom, tolkačem na lesenem podu ali debeli klopi suhi lan, vzet iz peči, stolkle. Trenje, trlanje, klanfanje je bilo žensko delo. V procesu trenja je lesena sredica odpadala od zunanje skorje in nastajalo je predivo. Predivo so ženske razčesale na lesenem grebenu s kovinskimi zobci, da se je ločilo slabše od boljšega prediva, in ga zasukale v babo, fige.